# 香面叶
香面叶（学名：Lindera caudata）为樟科山胡椒属下的一个种。